# Regionalmuseum Núcleo Visigótico

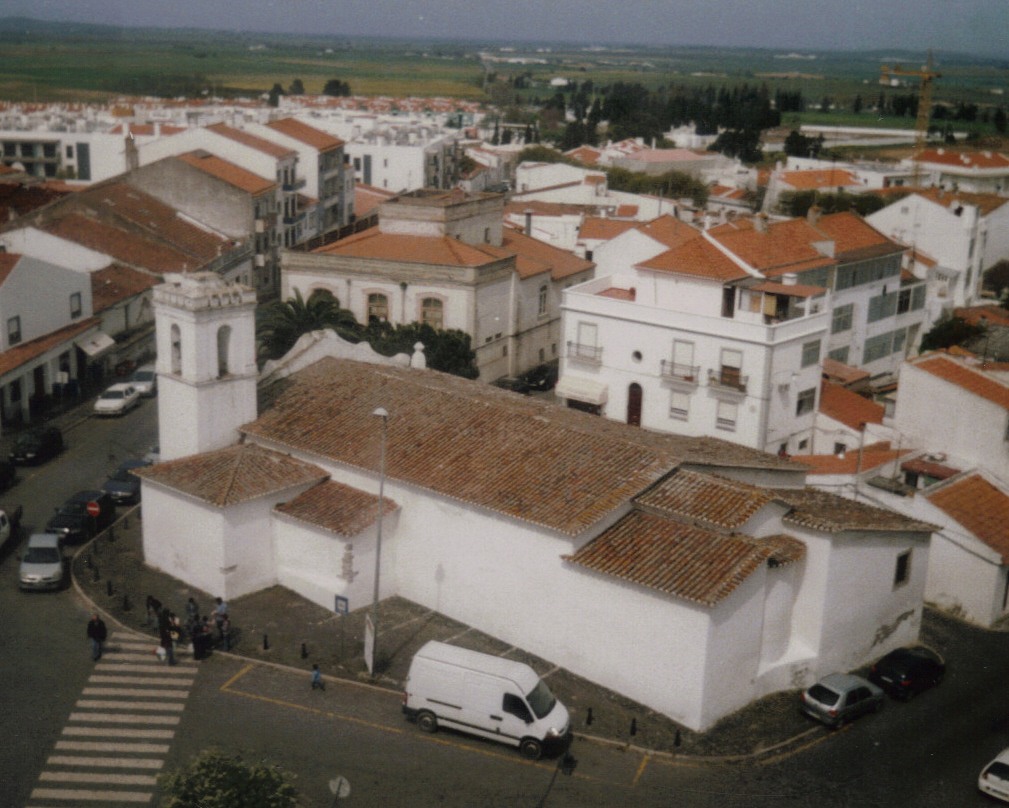
Santo Amaro beherbergt das Museum

Das Regionalmuseum Núcleo Visigótico (deutsch Westgoten-Zentrum) befindet sich in Beja in Portugal. 
Das in der ehemaligen Kirche Santo Amaro eingerichtete Museum enthält überwiegend aus dem frühesten Mittelalter (vom 5. bis zum 8. Jahrhundert) stammende Bauplastiken aus Beja und der Umgebung.

## Lage und Beschaffenheit
Die Kirche stammt aus dem 5. Jahrhundert und liegt außerhalb der alten Stadtmauer, an der Stelle, wo die römische Straße in Richtung Évora begann. Im 16. und 17. Jahrhundert wurde sie umgebaut. Sechs der Säulen im Inneren bestehen aus Spolienmaterial. Die Kapitelle sind Variationen der klassischen Blätter- und Volutenmotive.  

## Sammlung
Die Exponate wurden hauptsächlich von dem portugiesischen Archäologen Abel Viana zusammengetragen. Ein rhombenverziertes eisernes Schwertfragment aus einem Kriegergrab stammt aus dem 5. Jahrhundert. Ein gut 70 cm hohes Fragment eines reliefierten Säulenschafts und einige Kapitelle stehen für die Skulptur der Westgotenzeit um das 7. Jahrhundert. Die meist mit vegetabilen und geometrischen Motiven in typischer Kerbschnitt- oder Zwei-Ebenen-Technik verzierten Exponate, gliedern sich in u. a. Kämpfer, Friese, Platten und kleine Pfeiler. Auch die in Lusitanien häufigen, etwa zwei Meter hohen Pfeiler sind vertreten. Eine westgotische Grabplatte aus Kalkstein mit einer Inschrift stammt aus der Ära 703 des Spanischen Kalenders (665 n. Chr.). Ein Fragment mit dem Beginn eines westgotischen Epitaphs wurde Jahrhunderte später auf der Rückseite in arabischer Schrift für den 1238 n. Chr. ermordeten Muhammad ibn Mahd i ibn Hud wiederbenutzt.